# Jean Fontaine (animateur)
Pour les articles homonymes, voir Jean Fontaine et Fontaine.
 (novembre 2019).
Jean Fontaine né le 22 janvier 1920 à Paris 14ème et mort le 24 septembre 2001 dans le 16ème arrondissement de Paris est un producteur et réalisateur français d'émissions de radio et de télévision.

## Biographie
Jean Fontaine a réalisé de nombreuses émissions à la radio (RTF, ORTF) : Discoparade avec Jean Nohain et Jacqueline Joubert, qui était enregistrée en public à l'Alhambra-Maurice Chevalier ; à la télévision : Allegro. Animateur des émissions Prestige de la Musique, puis Tous mélomanes !